# Amar Dedić
Amar Dedić (* 18. srpna 2002) je bosenský profesionální fotbalista, který hraje na pozici pravého obránce za portugalský klub Benfica Lisabon. Narodil se v Rakousku, ale hraje za národní tým Bosny a Hercegoviny.

## Klubová kariéra

### Salcburk
Dedić začal hrát fotbal v mateřském klubu, než přestoupil do mládežnického systému Sturm Graz v roce 2012. V roce 2015 přestoupil do mládežnické akademie Red Bull Salzburg. V srpnu 2019 podepsal svou první profesionální smlouvu s týmem. Profesionální debut si odbyl 26. července 2019 za rezervní tým FC Liefering, proti Amstettenu ve věku 16 let. Dne 19. června 2020 vstřelil svůj první profesionální gól při triumfu nad Dornbirnem.
V červenci podepsal Dedić se Salcburkem novou čtyřletou smlouvu. Svůj oficiální debut za klub si odbyl 9. září v zápase rakouského poháru proti Bregenzu.
V červnu 2021 byl poslán na roční hostování do Wolfsberger AC.
Dedić si odbyl svůj ligový debut za Salcburk 6. srpna 2022 proti Hartbergu. V Lize mistrů UEFA debutoval 6. září proti AC Milán. Dne 19. října vstřelil svůj první gól za klub v zápase rakouského poháru proti Admira Wacker.
V lednu 2023 prodloužil svou smlouvu s týmem do června 2027.
Své první trofeje s klubem dosáhl 21. května, kdy byli korunováni mistry ligy a podařilo se mu vstřelit svůj první ligový gól při výhře nad Sturm Graz.
V únoru 2025 byl zapůjčen francouzskému klubu Olympique Marseille do konce sezóny.

### Benfica
V červnu 2025 Dedić přestoupil do portugalského klubu Benfica Lisabon za nezveřejněný poplatek.

## Reprezentační kariéra
Dedić reprezentoval Bosnu a Hercegovinu na všech mládežnických úrovních. Také byl kapitánem týmu do 17 let.
V březnu 2022 dostal své první povolání do seniorského národního týmu na přátelské zápasy proti Gruzii a Lucembursku. Debutoval proti druhému jmenovanému 29. března.
Dne 23. března 2023, v kvalifikačním zápase na Mistrovství Evropy ve fotbale 2024 proti Islandu, Dedić vstřelil svůj první gól za národní tým.

## Statistiky

### Klubové
Platí k zápasu hranému 17. května 2025.
| Klub                       | Sezóna            | Liga                | Liga   | Liga | Národní pohár | Národní pohár | Kontinentální | Kontinentální | Celkově | Celkově |
| Klub                       | Sezóna            | Soutěž              | Zápasy | Góly | Zápasy        | Góly          | Zápasy        | Góly          | Zápasy  | Góly    |
| -------------------------- | ----------------- | ------------------- | ------ | ---- | ------------- | ------------- | ------------- | ------------- | ------- | ------- |
| Liefering                  | 2019/20           | 2. Liga             | 24     | 2    | –             | –             | –             | –             | 24      | 2       |
| Liefering                  | 2020/21           | 2. Liga             | 26     | 0    | –             | –             | –             | –             | 26      | 0       |
| Liefering                  | Celkově           | Celkově             | 50     | 2    | –             | –             | –             | –             | 50      | 2       |
| Salcburk                   | 2020/21           | Rakouská Bundesliga | 0      | 0    | 1             | 0             | 0             | 0             | 1       | 0       |
| Salcburk                   | 2022/23           | Rakouská Bundesliga | 27     | 1    | 3             | 2             | 8             | 0             | 38      | 3       |
| Salcburk                   | 2023/24           | Rakouská Bundesliga | 21     | 3    | 4             | 2             | 6             | 0             | 31      | 5       |
| Salcburk                   | 2024/25           | Rakouská Bundesliga | 12     | 0    | 2             | 0             | 11            | 0             | 25      | 0       |
| Salcburk                   | Celkově           | Celkově             | 60     | 4    | 10            | 4             | 25            | 0             | 95      | 8       |
| Wolfsberger AC (hostování) | 2021/22           | Rakouská Bundesliga | 32     | 2    | 5             | 1             | –             | –             | 37      | 3       |
| Marseille (hostování)      | 2024/25           | Ligue 1             | 10     | 0    | –             | –             | –             | –             | 10      | 0       |
| Benfica                    | 2025/26           | Primeira Liga       | 0      | 0    | 0             | 0             | 0             | 0             | 0       | 0       |
| Celkově v kariéře          | Celkově v kariéře | Celkově v kariéře   | 152    | 8    | 15            | 5             | 25            | 0             | 192     | 13      |

### Reprezentační
Platí k zápasu hranému 10. června 2025.
| Národní tým         | Rok     | Zápasy | Góly |
| ------------------- | ------- | ------ | ---- |
| Bosna a Hercegovina | 2022    | 3      | 0    |
| Bosna a Hercegovina | 2023    | 9      | 1    |
| Bosna a Hercegovina | 2024    | 4      | 0    |
| Bosna a Hercegovina | 2025    | 4      | 0    |
| Celkově             | Celkově | 20     | 1    |

#### Reprezentační góly
Skóre a výsledky Bosny a Hercegoviny jsou vždy zapsány jako první. Góly Amara Dediće jsou zvýrazněny.
| Gól | Datum           | Místo                                     | Zápas | Soupeř  | Skóre | Výsledek | Soutěž                                            |
| --- | --------------- | ----------------------------------------- | ----- | ------- | ----- | -------- | ------------------------------------------------- |
| 1.  | 23. března 2023 | Bilino Polje, Zenica, Bosna a Hercegovina | 4.    | Iceland | 3:0   | 3:0      | Kvalifikace na Mistrovství Evropy ve fotbale 2024 |

## Úspěchy
Red Bull Salzburg
- Rakouská Bundesliga: 2022/23